# Hohe Hardt und Geiershöhe/Rothebuche
Hohe Hardt und Geiershöhe/Rothebuche este o arie protejată (arie specială de conservare — SAC, sit de importanță comunitară — SCI) din Germania întinsă pe o suprafață de 401,66 ha, integral pe uscat.

## Localizare
Centrul sitului Hohe Hardt und Geiershöhe/Rothebuche este situat la coordonatele 50°54′30″N 8°49′12″E / 50.9083°N 8.82°E.

## Înființare
Situl Hohe Hardt und Geiershöhe/Rothebuche a fost declarat sit de importanță comunitară în aprilie 1999 pentru a proteja un număr necunoscut de specii din flora spontană și fauna sălbatică aflate în arealul zonei. Situl a fost protejat și ca arie specială de conservare în martie 2008.

## Biodiversitate
Situată în ecoregiunea continentală, aria protejată conține 5 habitate naturale: Lacuri și iazuri distrofice naturale, Liziere de ierburi înalte hidrofile de câmpie și de nivel montan până la alpin, Mlaștini turboase de tranziție și turbării mișcătoare, Păduri de fag Luzulo-Fagetum, Păduri aluvionare cu Alnus glutinosa și Fraxinus excelsior (Alno-Padion, Alnion incanae, Salicion albae).
La baza desemnării sitului se află un număr nedeclarat de specii protejate.